# Aa riobambae
Aa riobambae, vrsta orhideje u rodu Aa. Raste u Ekvadoru i Kolumbiji. Raste na visinama od 3 300 do 3 800 metara

## Sinonimi
- Altensteinia riobambae (Schltr.) A.D.Hawkes